# Coleocentrus rufocoxatus
Coleocentrus rufocoxatus är en stekelart som beskrevs av H. Douglas Pratt 1936. Coleocentrus rufocoxatus ingår i släktet Coleocentrus och familjen brokparasitsteklar. Inga underarter finns listade i Catalogue of Life.